# 瓦丹阿目伊 (1850年)
瓦丹阿目伊（1850年—1899年），大溪郡角板山原住民族頭目，業農。乙未戰爭期間，瓦丹阿目伊召集巴亞斯阿目伊等二十人對抗日軍，社眾紛起響應，組成山地青年義勇隊，憑山地之險，與日軍交戰約一年餘。日軍指揮官瓦丹巴度與阿目伊談判，約定以大溪與復興間之洞口山為界，互不侵犯。相安僅兩月餘，日軍數十人突擊之，以砲轟山區。阿目伊再召社眾抵禦，相持三年餘，終因彈藥缺乏、糧食匱盡、人力不足而潰敗，阿目伊戰死。
國民政府來台後，將其視為「台灣抗日烈士」，並入祀忠烈祠。

## 註解
1. ↑  . 臺灣記憶 Taiwan Memory 國家圖書館. 2003-12  [2019-11-02].
2. ↑  林偉洲. . 臺灣記憶 Taiwan Memory 國家圖書館. 臺北市: 臺灣省文獻委員會. 1998  [2019-11-02]. （原始内容存档于2020-10-31）.
3. ↑  張俊仁. . 臺灣記憶 Taiwan Memory 國家圖書館. 臺北市: 臺灣省文獻委員會. 1965  [2019-11-02].
4. ↑  簡, 克勤. . 國立台灣師範大學台灣史研究所. 2012: 79.
5. ↑  . 國民革命忠烈祠. 阿目伊頭目日軍違背不侵犯交戰彈盡援絕壯烈戰死
6. ↑  . 高雄市忠烈祠.   [2023-03-30]. （原始内容存档于2023-03-30）. 日軍侵臺，瓦丹阿目伊召集巴亞斯阿目伊等二十人奮勇守土抗日，日軍不得已與阿目伊約，以山為界，互不侵犯。未幾，日軍突擊之，以砲轟山區，阿目伊壯烈戰死。
7. ↑  . 臺中市孔廟忠烈祠聯合管理所.   [2019-11-02]. （原始内容存档于2019-11-02） （中文（繁體））. 阿目伊頭目日軍背不侵犯,交戰彈盡援絕,壯烈戰死。